# مگان جندریک
مگان جندریک (به انگلیسی: Megan Jendrick) (زادهٔ ۱۵ ژانویهٔ ۱۹۸۴) شناگر اهل ایالات متحده آمریکا است.